# Dolgozó Ifjúság Szövetsége

A DISZ jelképe

A Dolgozó Ifjúság Szövetsége (vagy röviden DISZ) magyar ifjúsági tömegszervezet volt az 1950-es évek első felében. 1950. június 18-án alakult meg Magyarországon a szovjet mintájú központosítás részeként az MDP vezetése alatt álló, 14-26 éves fiatalokat tömörítő szervezet, melynek célja az ifjúság egységesítése volt. Az addig a Magyar Ifjúság Népi Szövetsége által összefogott ifjúsági szervezeteket volt hivatott felváltani. Tagjai a munkások, parasztok, értelmiségiek ifjai lehettek.
Alakuló kongresszusát 1950 júniusában tartotta, mely egyúttal a KISZ III. Kongresszusaként lett nyilvántartva. Következő, 1955-ben tartott kongresszusa ugyanígy a KISZ IV. Kongresszusa néven került a kommunista ifjúsági mozgalmak történetébe.
1955-ben 702 ezer tagot számlált. 1956 októberében, a forradalom idején felbomlott. Központi napilapja a Szabad Ifjúság, szerepét 1957-től a Kommunista Ifjúsági Szövetség vette át.
A szövetség megalakulásának emlékére nevezték el az R–22S Június 18. teljesítmény-vitorlázórepülőgépet.